# Jadwiga Kuczyńska-Sicińska

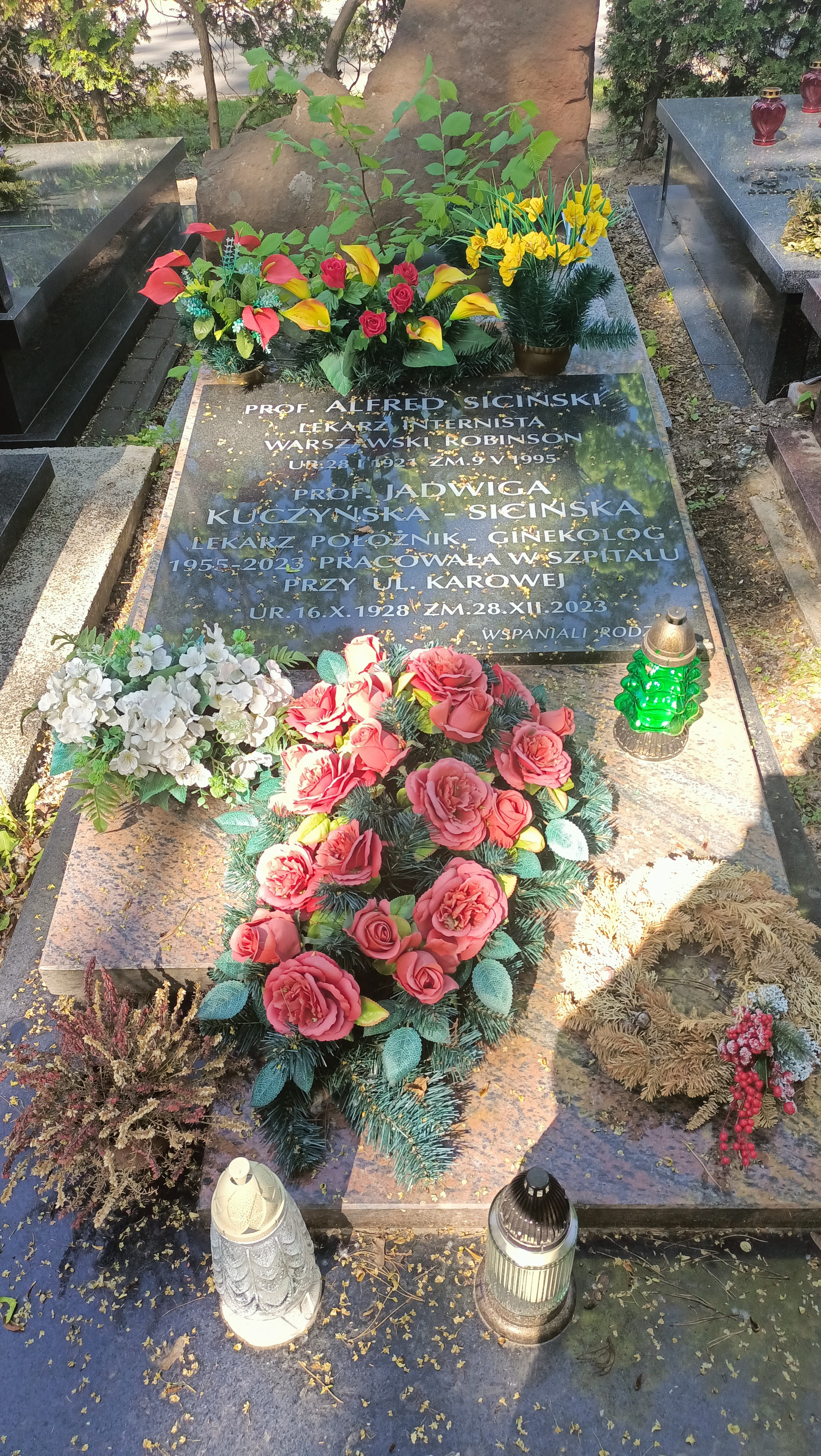
Grób Jadwigi Kuczyńskiej-Sicińskiej na cmentarzu wojskowym na Powązkach

Jadwiga Kuczyńska-Sicińska (ur. 16 października 1928 we Lwowie, zm. 28 grudnia 2023 w Warszawie) – polska ginekolożka, położniczka, profesor nauk medycznych. Dyrektorka Szpitala Klinicznego im. ks. Anny Mazowieckiej w Warszawie w latach 1981–1999.

## Życiorys
Córka Eugeniusza Kuczyńskiego – profesora Politechniki we Wrocławiu oraz Stefanii z Trawińskich – nauczycielki.
Ukończyła studia na Wydziale Lekarskim Uniwersytetu i Politechniki we Wrocławiu (1951). W Akademii Medycznej w Warszawie była prodziekan I Wydziału Lekarskiego, przez wiele lat członkini Komisji Senackich: ds. Lecznictwa i Współpracy z Regionem, ds. Odznaczeń oraz ds. Prognozy Rozwoju Zaplecza Klinicznego Akademii Medycznej. Doktoryzowała się w 1960 na podstawie pracy Wpływ zatrucia ciążowego na płód (promotor: Ireneusz Roszkowski). Habilitowała się w 1971 na podstawie rozprawy Wpływ angiotensyny II na ciśnienie tętnicze krwi, przesączanie kłębkowe i wydalanie sodu z moczem u szczurów zdrowych, ciężarnych i z nadciśnieniem tętniczym. W 1984 została profesor nadzwyczajną, a w 1992 zwyczajną. Członek Komitetu Rozwoju Człowieka PAN. Wśród wypromowanych przez nią doktorów znaleźli się Wojciech Puzyna i Ewa Romejko-Wolniewicz. Była opiekunką czterech habilitantów. Autorka ponad 150 prac naukowych.
Do 1952 pracowała we Wrocławiu. W 1952 rozpoczęła pracę w Klinice Ginekologii i Położnictwa AM w Warszawie. W 1954 weszła w skład pierwszej ekipy szpitala polowego Polskiego Czerwonego Krzyża w Korei. Przez niemal całe zawodowe życie była związana z II Kliniką Położnictwa i Ginekologii Szpitala Klinicznego im. ks. Anny Mazowieckiej w Warszawie, w którym pracę zaczęła w 1956. Jej staraniem szpital nie został zlikwidowany na początku lat osiemdziesiątych. W pierwszych latach po otwarciu szpitala kierowała z powodzeniem jednym z najmłodszych zespołów lekarskich w tej dziedzinie, a klinika odrodziła się jako prężny ośrodek naukowy. Była dyrektorką Szpitala w latach 1981–1999, a następnie zastępczynią dyrektora.
Przez dwie kadencje była specjalistką wojewódzką ds. położnictwa i ginekologii, członkini Rady Naukowej przy Ministrze Zdrowia i Opieki Społecznej. Działała w różnych towarzystwach, m.in.: była przez dwie kadencje prezeską Warszawskiego Towarzystwa Ginekologicznego, członkinią Zarządu Głównego Polskiego Towarzystwa Ginekologicznego, wiceprezeską Polskiego Towarzystwa Nadciśnienia Tętniczego.
Zmarła 28 grudnia 2023 w Warszawie. Pochowana została na Cmentarzu Wojskowym na Powązkach.

## Odznaczenia i wyróżnienia
- Złoty Krzyż Zasługi, 1976
- Krzyż Kawalerski Orderu Odrodzenia Polski, 1983
- Krzyż Oficerski Orderu Odrodzenia Polski „za wybitne zasługi w dziedzinie medycyny”, 1999[13]
- odznaczenie za Wzorową Pracę PCK, 1955
- Medal Komisji Edukacji Narodowej, 1987
- Medal za zasługi dla Wydziału AM, 2005